# Artilleriewerk-Brücke

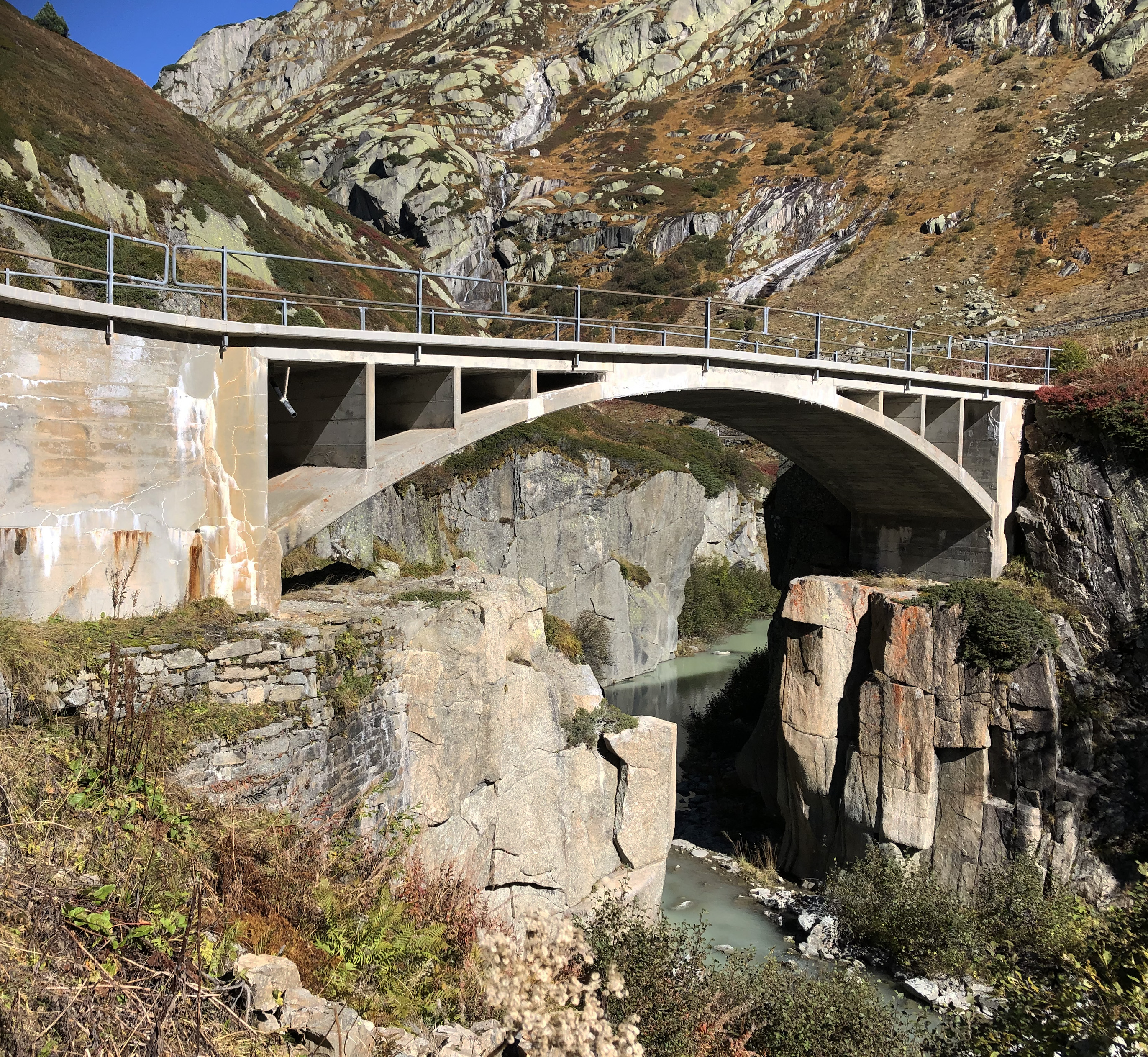
Artilleriewerk-Brücke über der Aare

Die Artilleriewerk-Brücke ist eine private Strassenbrücke der Kraftwerke Oberhasli AG im Berner Oberland. Sie ist die zweite Brücke am Lauf der Aare und liegt im Grimselgebiet. Die Brücke gehörte ursprünglich zu den militärischen Anlagen des ehemaligen Artilleriewerks Grimsel und war in der Anfangszeit die erste Brücke am Lauf der Aare. Sie dient heute als Zufahrt zu einem Parkplatz neben dem Fluss, der ein Ausgangspunkt des Wanderwegs zur Lauteraarhütte ist.

## Geschichte
Die Brücke wurde im Auftrag der Schweizer Armee während des Zweiten Weltkriegs von der Baufirma Losinger & Cie für die Zugangsstrasse zum geplanten Artilleriewerk Grimsel gebaut. Die Anlage «Grimsel» der Festungsartillerie entstand ab 1941 im Bergmassiv des Juchlistocks nördlich des Grimselsees und wurde bis 1998 in betriebsfähigem Zustand erhalten. An den Felskopf bei der Juchlichälen ist auf der Südseite der Staudamm in der Schlucht Spittellamm abgestützt, über dessen Krone zwar die Festungsmannschaft vom Berg Nollen zu Fuss in die unterirdische Anlage gelangen konnte, die jedoch wegen ihrer Lage mit Maschinen und schwerer Ausrüstung nicht passierbar ist. Deshalb errichtete die beauftragte Baufirma 1941 einen neuen Zugang zum Werk mit einer Strasse und einer 450 Meter langen Standseilbahn, die 1942 in Betrieb ging. Die Werkstrasse zweigt von der Grimselstrasse aus, die im Gebiet «Summerloch» rechts von der Aare liegt.
Vor dem Bau des Grimselsees hatte man über die im 19. Jahrhundert angelegte Passstrasse durch die Schlucht Spittellamm das alte Grimselhospiz erreicht; beim Bau der Staumauer in den 1930er Jahren in diesem Engnis war sie durch die neue Grimselstrasse ersetzt worden, die vom Summerloch zur Seeufereggmauer steigt und den Grimselsee auf der Ostseite umgeht. Das abgeschnittene Stück der alten Strasse hatte als Zufahrt zur Staumauerbaustelle gedient und war danach kaum noch benützt worden. Seit 1941 diente die Strecke als Zugang zur Artilleriewerk-Brücke, die auf 1770 m ü. M. etwa 700 Meter unterhalb der Spittellamm-Staumauer die Aare überquert und 150 Meter von der Talstation der ehemaligen Standseilbahn entfernt ist.

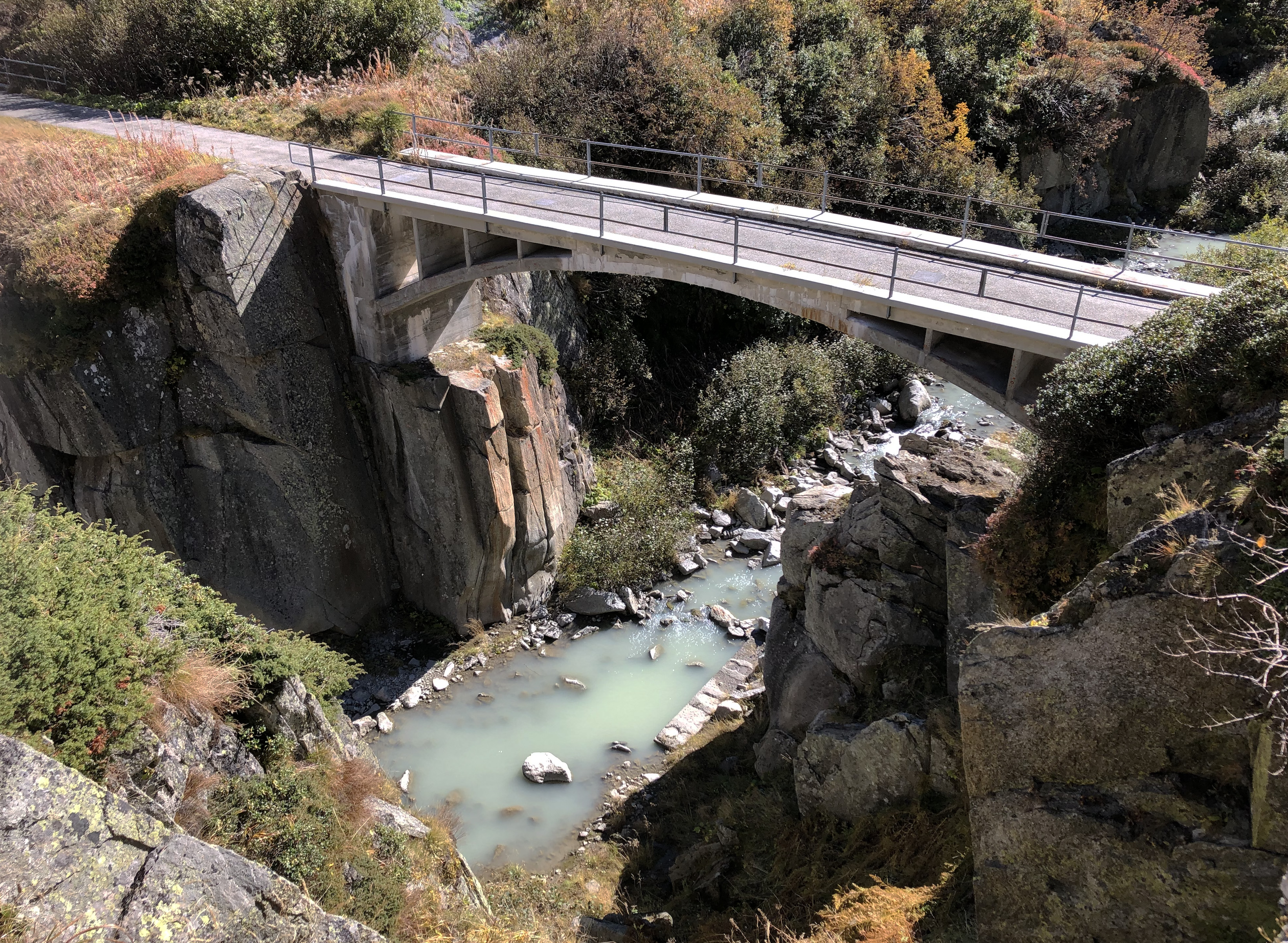

Ein Jahrzehnt lang war die Artilleriewerk-Brücke die erste Brücke am Lauf der Aare. Als die Kraftwerke Oberhasli von 1950 bis 1953 das Kraftwerk Oberaar im Felsmassiv des Juchlistocks errichteten, bauten sie dafür eine neue Brücke über die Aare im Summerloch. Die Kraftwerk Oberaar-Brücke steht etwas oberhalb der Artilleriewerk-Brücke vor dem Tunnelportal zum unterirdischen Kraftwerk, nahe bei der Talstation der militärischen Standseilbahn. Die Kraftwerke Oberhasli bauten ebenfalls in den 1950er Jahren eine weitere Staustufe unterhalb des Summerlochs mit dem Räterichsbodensee, dessen südliches Ende sich bis unter die Artilleriewerk-Brücke erstreckt.